# A.S. Baylinson
Abraham Solomon Baylinson, född 6 januari 1882 i Moskva, Kejsardömet Ryssland,  död 6 maj 1950 i New York, var en rysk-amerikansk målare som var aktiv i den tidiga modernist-rörelsen.

## Barndom ungdom, utbildning
Baylinson föddes i Moskva Ryssland 6 januari 1882. Familjen flyttade till USA runt 1892. Baylinson studerade först vid Art Students League of New York, National Academy of Design och New York School of Art. Medan han studerade på New York School of Art fick han undervisning av Robert Henri och även av studerande som  Edward Hopper, Rockwell Kent, Yasuo Kuniyoshi, Glenn Coleman, Eugene Speicher och Patrick Henry Bruce. Han studerade också under Homer Boss.

## Konstnärlig karriär
Baylinson var sekreterare för Society of Independent Artists från 1918 till 1934, och visade upp sin konst på sällskapets visningar från och med att han blev medlem och fram till 1942.
Baylinson var lärare i teckning och målning vid Art Students League från 1931 till 1933. Tidigt under 1931 förstörde en eldsvåda de verk som Baylinson hade färdigställt under nästan 20 år. När han började måla efter branden hade han stil utvecklats till  representationell konst.
Baylinson dog 6 maj 1950 i New York.

## Viktiga utställningar
- Art Institute of Chicago[4]
- Corcoran Gallery of Art
- Detroit Institute of Art
- National Gallery of Canada
- Pennsylvania Academy of Fine Art[5]
- Whitney Museum of American Art[4]

## Viktiga samlingar
- Metropolitan Museum of Art
- Museum of Fine Arts, Boston
- Newark Museum[4]